# Psyllaephagus phylloplectae
Psyllaephagus phylloplectae är en stekelart som beskrevs av Sushil och Muhammad Sharif Khan 1995. Psyllaephagus phylloplectae ingår i släktet Psyllaephagus och familjen sköldlussteklar. Inga underarter finns listade i Catalogue of Life.